# Barbezieux-Saint-Hilaire
 Barbezieux-Saint-Hilaire  es una población y comuna francesa, en la región de Poitou-Charentes, departamento de Charente, en el distrito de Cognac y cantón de Barbezieux-Saint-Hilaire.
Es la ciudad natal del atleta especializado en salto con pértiga Renaud Lavillenie (n. 1986).

## Demografía
| 4841 | 5147 | 5198 | 5103 | 4774 | 4819 |
| Para los censos de 1962 a 1999 la población legal corresponde a la población sin duplicidades (Fuente: INSEE [Consultar]) |      |      |      |      |      |